# Classe Bussard
La classe Bussard est une classe de croiseur non protégé construit pour la Kaiserliche Marine à la fin du XIXe siècle. Six navires, le Bussard, Falke, Seeadler, Cormoran, Condor et Geier, furent construits  par les chantiers navals Kaiserliche Werft Danzig, Kaiserliche Werft Kiel, Kaiserliche Werft Wilhelmshaven et Blohm + Voss de Hambourg.

## Conception
La classe Bussard comprenait à l'origine six bâtiments classés à l'époque comme des croiseurs de 4e classe. Il s'agissait de navires destinés au service outremer, notamment des colonies allemandes. Cette classe était une amélioration de la classe précédente Schwalbe, les navires étaient nettement plus grands et plus rapides mais disposaient d'une batterie de canons similaire,. La conception de la classe a été dessinée en 1888. Bien armés pour leur taille, ils étaient également la dernière classe de croiseurs de la Kaiserliche Marine à être équipés d'un gréement de navigation ; le croiseur ultérieur non protégé Gefion étant entièrement à vapeur.

### Caractéristiques générales

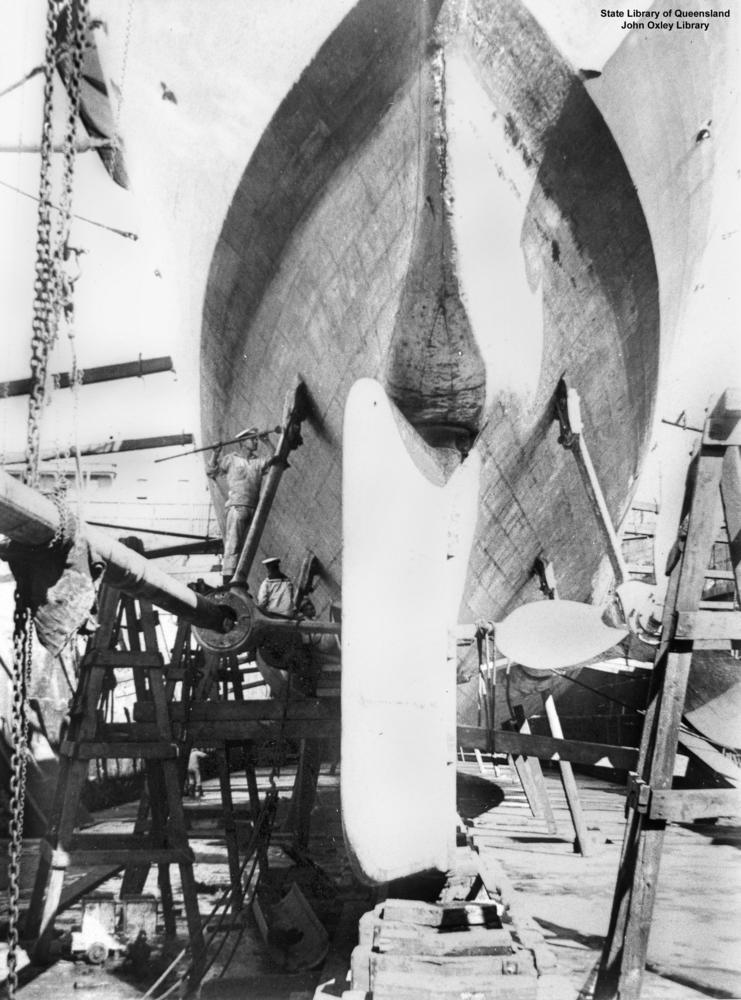
Le Cormoran en cale sèche à Sydney (vers 1905).

Les navires de la classe Bussard présentent tous des caractéristiques légèrement différentes. Les deux premiers navires, les Bussard et Falke mesuraient 79,62 mètres de long à la ligne de flottaison et 82,60 m de longueur hors-tout. Ils avaient un faisceau de 12,50 m et un tirant d'eau de 4,45 m à la proue et 5,63 m à la poupe. Ils déplaçaient 1 559 tonnes en charge nominale et 1 868 t à pleine charge. Les trois navires suivants, les Seeadler, Condor et Cormoran mesuraient 79,62 m de long à la ligne de flottaison et avaient la même longueur hors-tout que leurs sisters-ships précédents. Ils avaient une largeur de 12,70 m et un tirant d'eau de 4,42 m à la proue et 5,35 m à la poupe, déplaçant 1 612 t en charge nominale et 1 864 t à pleine charge. Le dernier navire, le Geier, mesurait 79,62 m de long à la ligne de flottaison et 83,90 m de longueur hors-tout. Sa largeur était de 10,60 m, d'un tirant d'eau de 4,74 m à l'avant et 5,22 m à l'arrière. Il déplaçait 1 608 t en charge nominale et 1 918 t à pleine charge.
La coque des navires était construite avec des cadres en acier transversaux fixés avec des planches en pin jaune jusqu'au pont supérieur. Une couche de gaine métallique Muntz recouvrait la coque pour protéger le bois du taret commun. L'étrave et les étambots ont été construits avec de l'acier et du bois. Un éperon en bronze a été monté à la proue. La coque a été divisée en dix compartiments étanches et un double fond a été installé sous les chaufferies.
L'équipage comprenait 9 officiers et 152 hommes d'équipage. Ils embarquaient plusieurs navires plus petits, dont un navire piquet, un cotre, deux yawls et deux dinghy.

### Machinerie
Ils étaient propulsés par deux moteurs à vapeur horizontaux à triple expansion et à trois cylindres, d'une puissance 2 800 chevaux (2 100 kW), alimentés par quatre chaudières cylindriques au charbon, chaque moteur ayant sa propre salle des machines. Les chaudières étaient divisées en deux chaufferies, réparties en une seule cheminées. Les turbines entraînaient une paire d'hélices à trois pales d'un diamètre de 3 m. Les navires étaient équipés d’une plate-forme auxiliaire pour un trois-mâts goélette d’une surface totale de 856 à 877 m2. La direction était contrôlée par un seul gouvernail. Chaque navire était équipé de deux générateurs électrique d’une puissance combinée de 24 kilowatts (32 ch) à 67 volts.
Leur système de propulsion permettait une vitesse maximale de 15,5 nœuds (29 km/h), bien que leur vitesse de référence a été dépassée lors des essais en mer, atteignant entre 15,7 nœuds (29 km/h) et 16,9 nœuds (31 km/h). Les navires embarquaient 305 à 320 tonnes de charbon au maximum, leur donnant une autonomie de 2 990 milles marins (5 500 km) à 9 nœuds (17 km/h).

### Armement
Le premier navire de la classe était armé de 8 canons de 105 mm K 10 L / C 35 montés sur un socle, équipés de 800 cartouches au total. Ce canon permettait d'engager des cibles jusqu'à 8 200 mètres. Les cinq navires suivants ont été équipés d'une nouvelle version du canon de 105 mm SK L / 35, doté d'un allumage rapide et de portée supérieure (jusqu'à 10 800 m). Deux canons étaient placés côte à côte sur le gaillard, quatre sur les bordées (deux par bordée) et deux côte à côte sur la plage arrière. L'armement secondaire se constituait de 5 canons revolvers Hotchkiss de 37 mm . Les cinq premiers navires étaient également équipés de deux tubes lance-torpilles de 350 mm (14 pouces), tous deux montés sur le pont. Le Geier était équipé de deux tubes lance-torpilles de 450 mm (18 pouces). Chaque navire transportait cinq torpilles.

## Navires de la classe
| Nom      | Constructeur                     | Pose de la quille | Lancement       | Commission        | Fin de carrière                                                                 | Photo |
| -------- | -------------------------------- | ----------------- | --------------- | ----------------- | ------------------------------------------------------------------------------- | ----- |
| Bussard  | Kaiserliche Werft, Danzig        | août 1888         | 23 janvier 1890 | 7 octobre 1890    | Démoli à Hambourg en 1913                                                       |       |
| Falke    | Kaiserliche Werft, Kiel          | Janvier 1890      | 4 avril 1891    | 14 septembre 1891 | Démoli à Dantzig en 1913                                                        |       |
| Seeadler | Kaiserliche Werft, Danzig        | 1890              | 2 février 1892  | 17 août 1892      | Coule à Wilhelmshaven après une explosion interne le 19 avril 1917              |       |
| Condor   | Blohm & Voss, Hamburg            | 1891              | 23 février 1892 | 9 décembre 1892   | Démoli à Hambourg en 1921                                                       |       |
| Cormoran | Kaiserliche Werft, Danzig        | novembre 1890     | 17 mai 1892     | 25 juillet 1893   | Sabordé à Tsingtao le 28 septembre 1914                                         |       |
| Geier    | Kaiserliche Werft, Wilhelmshaven | 1893              | 18 octobre 1894 | 24 octobre 1895   | Capturé par l'US Navy le 6 avril 1917 Coulé après une collision le 21 juin 1918 |       |

## Historique
Le Bussard et le Falke furent radiés en 1913. Le Condor et le Seeadler furent radiés en 1914 mais encore utilisés comme pontons utilitaires. Le Seeadler servit de dépôt pour les mines à Wilhelmshaven et coula après une explosion à bord en avril 1917. Le Cormoran était à l'ancrage à Tsing Tao, la colonie Allemande de Chine, mais son état général incita son commandant à le faire saborder le 28 septembre 1914 plutôt que de reprendre la mer (sa faible vitesse en aurait fait une proie facile, et il aurait probablement été capturé). Le dernier de la série, le Geier, était ancré à Honolulu en août 1914 et ne fut pas inquiété par la neutralité des États-Unis, ce qui changea en 1917 : il fut capturé, puis coula après une collision le 21 juin 1918.